# Irène Paléologue (fille d'Andronic II)
Irène Paléologue (grec moderne : Ειρήνη Παλαιολογίνα) est une princesse byzantine, fille illégitime de l'empereur Andronic II Paléologue, et dame de Thessalie.
Son père négocie d'abord entre 1304 et 1307 son mariage avec un membre de la famille royale de l'Ilkhanat de Perse, sans que cela n'aboutisse. Irène épouse le dernier souverain byzantin de Thessalie, Jean II Doukas, probablement en 1315, année pendant laquelle le mariage est convenu. Jean est mentionné comme incompétent et faible ; le mariage ne dure que trois ans, puisque Jean meurt en 1318 et que le couple n'a pas d'enfants. Il n'est pas connu si Irène prend la tête du gouvernement de Thessalie après la mort de son mari, puisque de nouveaux états sont créés sur ses terres après 1319,.